# Districte de Ayodhia
El districte de Ayodhia és una divisió administrativa de l'estat d'Uttar Pradesh amb capital a Faizabad.
La superfície és de 2.643 km² i la població (2008) de 2.762.801 habitants. Administrativament està format per 5 tehsils, 11 blocks de desenvolupament, 3 ciutats, 155 juntes, 1.270 pobles, 279 Gram Sabha i 129 Nyay Panchayats.
El tehsils són:
- Bikapur
- Sohawal
- Milkipur
- Faizabad Sadar
- Kumarganj (?)

Els blocks són: 
- 1. Amaniganj
- 2. Bikapur
- 3. Hariyangatanganj
- 4. Masodha
- 5. Mawai
- 6. Maya Bazar
- 7. Milkipur
- 8. Pura Bazar
- 9. Sohawal
- 10. Tarun
- 11. Faizabad (?)

## Història
La primitiva història del districte és la història d'Ayodhia o Ajodhya, regne del que va formar part. Després va estar sota la supremacia budista fins a la revifalla dels bramanisme sota Vikramaditya d'Ujjain; al segle viii el bramanisme fou restablert.
El 1030 va actuar a la zona el ghazi Salar Masud nebot de Mahmud de Gazni, que després de diverses victòries va morir en combat i les seves forces derrotades completament a Bahraich pels prínceps rajputs confederats. Després la regió es va dividir en diversos feus. El 1193 els musulmans van conquerir Kanauj i es van assegurar el domini de l'Oudh; la capital fou Ayodhya però al segle XVIII Faizabad situada a poca distància a l'oest va guanyar preeminencia.
Shuja al-Din, fou el primer nawab d'Oudh que va residir de manera permanent a Faizabad (1756). A la seva mort el 1780 la capital fou traslladada a Lucknow. Va romandre com a districte administratiu en poder d'Oudh fins que aquest va passar als britànics el 1856. El 1857 fou teatre del motí dels sipais que es van revoltar el 6 de juny però sense produir matances; els oficials i les seves dones van poder marxar pacíficament i van poder arribar a llocs segurs. Alguns foren ajudats pel zamindar Mir Muhammad Husain Khan.
El district de Faizabad inclïa a la seva formació el 1856, la part nord del districte de Sultanpur fins al riu Gumti; aquestes zones en foren separades el 1869.
La població del districte era:
- 1869: 1.024.652
- 1881: 1.081.419
- 1891: 1.216.959
- 1901: 1.225.374

Administrativament estava format per quatre tahsils: 
- Faizabad
- Akbarpur
- Bikapur
- Tanda

La superfície era de 4374 km². El nombre de pobles era de 2676 el 1881 i de 1661 el 1901 (a més de 9 ciutats). Les ciutats principals eren Faizabad amb Ajodhya, i Tanda (que eren les dues municipalitats). El tahsil de Faizabad estava format per les parganes de Mangalsi, Haveli Awadh i Amsin, a la dreta del Gogra, amb una superfície de 961 km² i una població de 334.327 el 1901 incloent peregrins i 313.920 sense aquestos, repartits en 449 pobles i quatre ciutats entre les quals la capital Faizabad (75.085 habitants).